# Ukhrul (huyện)
Huyện Ukhrul là một huyện thuộc bang Manipur, Ấn Độ. Thủ phủ huyện Ukhrul đóng ở Ukhrul. Huyện Ukhrul có diện tích 4547 ki lô mét vuông. Đến thời điểm năm 2001, huyện Ukhrul có dân số 140946 người.